# Jaksics Demeter
Nagylaki Jaksics Demeter (szerbül: Dmitar Jakšić) (? – 1487. június) szerb vajda, magyar főnemes és hadvezér.

## Élete
Apja, Brezsicsics Jaksa vajda (szerbül: Jakša Brežičić) után, ő is Brankovics Györgynél szolgált hadvezérként. 1459-ben mikor a török elfoglalta Szendrőt, Magyarországra menekült, 1200 vitézével. Hunyadi Mátyás szívesen fogadta a kiváló hadi képességekkel megáldott katonát és főurat, majd 1465 táján Jaksics családnak adományozta a Csanád vármegyei Nagylak-ot és egyéb uradalmakat. Demeter 1481-ben újabb 50 000 szerbet hozott Magyarországra, akik hősiesen harcoltak Mátyás és különösen Kinizsi Pál hadjárataiban a török ellen.
Kitűntek hősiességükkel és a magyar királyhoz való hűségükkel, amelyet még a Vitéz János-féle összeesküvés idején is megtartottak. Jaksics hősiesen harcolt a kenyérmezei csatában is, ahol ő volt a szerb alakulatok parancsnoka.
Bécs elfoglalása után Mátyás béketárgyalásokat kezdeményezett a törökökkel, s először Both Jánost küldte követségbe Isztambulba, ezután Bajazid követei érkeztek meg Mátyáshoz Bécsújhelybe. Ezután Mátyás a török ügyekben járatosabb Jaksics Demetert küldte követül a török szultánhoz, aki el is jutott oda, s a szultán ajándékaival hazafelé indult. A szendrői hídon azonban egy Gházi Musztafa nevű török – akit korábban Jaksics vetett fogságba testvérével együtt, kegyetlenül bánt velük, testvérét meg is ölette, – bosszúból legyilkolta Demetert. Erről egy nyelvemlék is fent maradt, Gergely éneke Jaksics Demeter veszedelméről címmel.
Feljegyezték Demeterről, hogy, a lengyel tábor szeme láttára párbajban megölt egy tatárt, aki a magyarok vitézségét becsmérelte.